# Österreich-Rundfahrt 2012
L'Österreich-Rundfahrt 2012, sessantaquattresima edizione della corsa, si svolse dal 1º all'8 luglio su un percorso di 1154 km ripartiti in 8 tappe, con partenza da Innsbruck e arrivo a Vienna. Fu vinto dal danese Jakob Fuglsang della RadioShack-Nissan davanti allo svizzero Steve Morabito e allo sloveno Robert Vrečer.

## Tappe
| Tappa  | Data      | Percorso                                                  | km    | Vincitore di tappa | Leader cl. generale |
| ------ | --------- | --------------------------------------------------------- | ----- | ------------------ | ------------------- |
| 1ª     | 1º luglio | Innsbruck > Innsbruck                                     | 153   | Alessandro Bazzana | Alessandro Bazzana  |
| 2ª     | 2 luglio  | Innsbruck > Kitzbühel                                     | 157,4 | Danilo Di Luca     | Danilo Di Luca      |
| 3ª     | 3 luglio  | Kitzbühel > Lienz                                         | 141,8 | Sacha Modolo       | Danilo Di Luca      |
| 4ª     | 4 luglio  | Lienz > Sankt Johann im Pongau                            | 141,3 | Jakob Fuglsang     | Jakob Fuglsang      |
| 5ª     | 5 luglio  | Sankt Johann im Pongau > Sonntagberg                      | 228,3 | Fabio Taborre      | Jakob Fuglsang      |
| 6ª     | 6 luglio  | Waidhofen > Melk                                          | 185,2 | Sacha Modolo       | Jakob Fuglsang      |
| 7ª     | 7 luglio  | Podersdorf am See > Podersdorf am See (cron. individuale) | 24,1  | Marco Pinotti      | Jakob Fuglsang      |
| 8ª     | 8 luglio  | Podersdorf am See > Vienna                                | 122,8 | Daniele Colli      | Jakob Fuglsang      |
| Totale | Totale    | Totale                                                    | 1154  |                    |                     |

## Dettagli delle tappe

### 1ª tappa
- 1º luglio: Innsbruck > Innsbruck – 153 km

| Pos. | Corridore          | Squadra | Tempo    |
| ---- | ------------------ | ------- | -------- |
| 1    | Alessandro Bazzana | Type 1  | 3h54'48" |
| 2    | Francesco Gavazzi  | Astana  | s.t.     |
| 3    | Marco Canola       | Colnago | s.t.     |

| Pos. | Corridore          | Squadra | Tempo    |
| ---- | ------------------ | ------- | -------- |
| 1    | Alessandro Bazzana | Type 1  | 3h54'38" |
| 2    | Francesco Gavazzi  | Astana  | a 4"     |
| 3    | Marco Canola       | Colnago | a 6"     |

### 2ª tappa
- 2 luglio: Innsbruck > Kitzbühel – 157,4 km

| Pos. | Corridore        | Squadra      | Tempo    |
| ---- | ---------------- | ------------ | -------- |
| 1    | Danilo Di Luca   | Acqua & Sap. | 3h50'50" |
| 2    | Steve Morabito   | BMC          | a 7"     |
| 3    | Thomas Rohregger | RadioShack   | a 10"    |

| Pos. | Corridore        | Squadra      | Tempo    |
| ---- | ---------------- | ------------ | -------- |
| 1    | Danilo Di Luca   | Acqua & Sap. | 7h45'28" |
| 2    | Steve Morabito   | BMC          | a 11"    |
| 3    | Thomas Rohregger | RadioShack   | a 16"    |

### 3ª tappa
- 3 luglio: Kitzbühel > Lienz – 141,8 km

| Pos. | Corridore         | Squadra | Tempo    |
| ---- | ----------------- | ------- | -------- |
| 1    | Sacha Modolo      | Colnago | 3h29'22" |
| 2    | Daniel Schorn     | NetApp  | s.t.     |
| 3    | Francesco Gavazzi | Astana  | s.t.     |

| Pos. | Corridore        | Squadra      | Tempo     |
| ---- | ---------------- | ------------ | --------- |
| 1    | Danilo Di Luca   | Acqua & Sap. | 11h14'50" |
| 2    | Steve Morabito   | BMC          | a 11"     |
| 3    | Thomas Rohregger | RadioShack   | a 16"     |

### 4ª tappa
- 4 luglio: Lienz > Sankt Johann im Pongau – 141,3 km

| Pos. | Corridore      | Squadra    | Tempo    |
| ---- | -------------- | ---------- | -------- |
| 1    | Jakob Fuglsang | RadioShack | 3h52'37" |
| 2    | Leopold König  | NetApp     | a 1'14"  |
| 3    | Robert Vrečer  | Vorarlberg | a 2'35"  |

| Pos. | Corridore      | Squadra      | Tempo     |
| ---- | -------------- | ------------ | --------- |
| 1    | Jakob Fuglsang | RadioShack   | 15h09'02" |
| 2    | Danilo Di Luca | Acqua & Sap. | a 1'12"   |
| 3    | Steve Morabito | BMC          | a 1'21"   |

### 5ª tappa
- 5 luglio: Sankt Johann im Pongau > Sonntagberg – 228,3 km

| Pos. | Corridore        | Squadra      | Tempo    |
| ---- | ---------------- | ------------ | -------- |
| 1    | Fabio Taborre    | Acqua & Sap. | 5h23'38" |
| 2    | Marco Bandiera   | Omega Pharma | a 5"     |
| 3    | Matthias Brändle | NetApp       | s.t.     |

| Pos. | Corridore      | Squadra      | Tempo     |
| ---- | -------------- | ------------ | --------- |
| 1    | Jakob Fuglsang | RadioShack   | 20h42'05" |
| 2    | Danilo Di Luca | Acqua & Sap. | a 1'04"   |
| 3    | Steve Morabito | BMC          | a 1'16"   |

### 6ª tappa
- 6 luglio: Waidhofen > Melk – 185,2 km

| Pos. | Corridore         | Squadra      | Tempo    |
| ---- | ----------------- | ------------ | -------- |
| 1    | Sacha Modolo      | Colnago      | 4h32'12" |
| 2    | Daniele Colli     | Type 1       | s.t.     |
| 3    | Danilo Napolitano | Acqua & Sap. | s.t.     |

| Pos. | Corridore      | Squadra      | Tempo     |
| ---- | -------------- | ------------ | --------- |
| 1    | Jakob Fuglsang | RadioShack   | 25h14'17" |
| 2    | Danilo Di Luca | Acqua & Sap. | a 1'04"   |
| 3    | Steve Morabito | BMC          | a 1'16"   |

### 7ª tappa
- 7 luglio: Podersdorf am See > Podersdorf am See (cron. individuale) – 24,1 km

| Pos. | Corridore          | Squadra      | Tempo  |
| ---- | ------------------ | ------------ | ------ |
| 1    | Marco Pinotti      | BMC          | 27'42" |
| 2    | Kristof Vandewalle | Omega Pharma | a 33"  |
| 3    | František Raboň    | Omega Pharma | a 53"  |

| Pos. | Corridore      | Squadra    | Tempo     |
| ---- | -------------- | ---------- | --------- |
| 1    | Jakob Fuglsang | RadioShack | 25h43'15" |
| 2    | Steve Morabito | BMC        | a 1'24"   |
| 3    | Robert Vrečer  | Vorarlberg | a 1'52"   |

### 8ª tappa
- 8 luglio: Podersdorf am See > Vienna – 122,8 km

| Pos. | Corridore       | Squadra      | Tempo    |
| ---- | --------------- | ------------ | -------- |
| 1    | Daniele Colli   | Type 1       | 2h29'54" |
| 2    | Aleksej Catevič | Katusha Team | s.t.     |
| 3    | Blaz Jarc       | NetApp       | s.t.     |

| Pos. | Corridore      | Squadra    | Tempo     |
| ---- | -------------- | ---------- | --------- |
| 1    | Jakob Fuglsang | RadioShack | 28h13'09" |
| 2    | Steve Morabito | BMC        | a 1'24"   |
| 3    | Robert Vrečer  | Vorarlberg | a 1'52"   |

## Classifiche finali

### Classifica generale
| Pos. | Corridore           | Squadra           | Tempo     |
| ---- | ------------------- | ----------------- | --------- |
| 1    | Jakob Fuglsang      | RadioShack-Nissan | 28h13'09" |
| 2    | Steve Morabito      | BMC Racing Team   | a 1'24"   |
| 3    | Robert Vrečer       | Team Vorarlberg   | a 1'52"   |
| 4    | Danilo Di Luca      | Acqua & Sapone    | a 2'15"   |
| 5    | Alexsandr Dyachenko | Astana Pro Team   | a 2'16"   |
| 6    | Marco Pinotti       | BMC Racing Team   | a 2'41"   |
| 7    | Thomas Rohregger    | RadioShack-Nissan | a 2'42"   |
| 8    | Marcel Wyss         | Team NetApp       | a 2'53"   |
| 9    | Pëtr Ignatenko      | Katusha Team      | a 2'55"   |
| 10   | Sergio Pardilla     | Movistar Team     | a 3'04"   |